# Maratecoara
Maratecoara es un género de peces de la familia de los rivulinos en el orden de los ciprinodontiformes.

## Especies
Se conocen tres especies en este género, que son:
- Maratecoara formosa (Costa y Brasil, 1995)
- Maratecoara lacortei (Lazara, 1991)
- Maratecoara splendida (Costa, 2007)[1][2][3][4]